# Ernst Friedrich Haupt
Ernst Friedrich Haupt (* 31. Mai 1774 in Zittau; † 1. Mai 1843 ebenda) war Bürgermeister der Stadt Zittau, Jurist, Historiker und Autor.
Sein Vater Ernst Sigismund Haupt war in Zittau als Handelsherr zu großem Vermögen gekommen. Ernst Friedrich genoss den Unterricht einiger Hauslehrer und ging dann auf das Zittauer Gymnasium. Sein Jura-Studium absolvierte er in Göttingen und in Leipzig. 1797 promovierte er in Göttingen zum Doktor der Rechte. Nach dem Tod seines Vaters kam er nach Zittau zurück und heiratete des Pastors Lachmann Tochter Eleonore Jakobine. Einer Haupts Söhne war Moriz Haupt.
Als begabter Oberamtsadvokat geriet er ins Blickfeld des Rats und wurde sodann im Jahr 1801 Senator. Es dauerte bis 1810, als er zum ersten Mal Bürgermeister wurde und es bis ins Jahr 1832 blieb. Im Jahr 1823 wurde er mit dem Ritterkreuz des Zivilverdienstordens ausgezeichnet.